# Spermodea
Spermodea ist eine Gattung der Schnecken aus der Familie der Grasschnecken (Valloniidae); die Familie gehört zur Unterordnung der Landlungenschnecken (Stylommatophora). Die ältesten Arten der Gattung stammen aus dem Oberen Oligozän (Paläogen).

## Merkmale
Die Gehäuse sind kugelig mit niedrig-kegeligem Apex. Sie messen 1,5 bis 3 mm in der Höhe und 1,9 bis 2,3 mm in der Breite. Die bis sechs mäßig gewölbten Windungen nehmen langsam und regelmäßig zu. Sie sind durch seichte Nähte voneinander absetzt. Die embryonalen Windungen sind auf der Oberfläche sehr fein granuliert. Die späteren Windungen tragen feine, lamellate Rippchen bestehend aus Periostrakum. Die Mündung ist halbmondförmig, der Mündungsrand ist dünn und nicht umgeschlagen. Der Nabel ist offen und eng zylindrisch.
Die bisher anatomisch untersuchten Arten der Gattung waren aphallisch, d. h. im zwittrigen Geschlechtsapparat sind die männlichen Ausführgänge reduziert. Der Stiel der Spermathek ist mäßig kurz, die Blase länglich-eiförmig.

## Geographische Verbreitung und Lebensraum
Die Arten der Gattung sind in West-, Mittel- und Nordeuropa verbreitet. In Norwegen reicht das Verbreitungsgebiet bis auf 64° nördliche Breite. Im Südwesten Europas gibt es Vorkommen in Portugal und Nordspanien. Im Osten werden Vorkommen in Lettland berichtet.

## Lebensweise
Über die Lebensweise der Spermodea-Arten ist wenig bekannt. Bisher wurden nur wenige Exemplare anatomisch untersucht, und diese Exemplare waren aphallisch, d. h., dass sich die Tiere nur durch Selbstbefruchtung fortpflanzen können. Es bleibt aber abzuwarten, ob dies für alle rezenten Arten gilt, oder ob nicht doch in einigen Arten jeweils ein geringer Prozentsatz der Population euphallisch ist, wie bei anderen Arten der Grasschnecken.

## Taxonomie
Das Taxon Spermodea wurde 1902 von Carl Agardh Westerlund vorgeschlagen. Er stellte zwei Arten dazu: Helix lamellata Jeffreys, 1830 und Helix spermatia Castro, 1887. Henry Augustus Pilsbry bestimmte 1926 Helix lamellata Jeffreys, 1830 zur Typusart. Derzeit werden folgende Arten zur Gattung gestellt:
- Spermodea Westerlund, 1902
  - †Spermodea augusti Schlickum, 1978, Pliozän
  - †Spermodea candida Falkner, 1974, Obermiozän
  - †Spermodea demarcqui Schlickum & Truc, 1972, Pliozän
  - Bienenkörbchen (Spermodea lamellata (Jeffreys, 1830))
  - Spermodea monas (Morelet, 1860)
  - †Spermodea plicatella (Reuss, 1849), Chattium, Aquitanium, Burdigalium
  - †Spermodea puisseguri Schlickum & Truc, 1972, Pliozän
  - (?)Spermodea spermatia (Castro, 1887)

## Belege